# Guillermo Durán
 Guillermo Durán  (Tucumán, 6 de junio de 1988) es un tenista profesional argentino especialista en dobles.

## Carrera
Su ranking más alto a nivel individual fue el puesto N.º 385, alcanzado el 2 de abril de 2012. A nivel de dobles alcanzó el puesto N.º 54 el 29 de febrero de 2016.
Ha ganado hasta el momento 10 torneos de la categoría ATP Challenger Series en la modalidad de dobles. Así como también varios títulos futures en individuales y en dobles.

### 2013
Es en este año cuando gana su primer título de la categoría ATP Challenger Series. En septiembre se hace con el Challenger de Porto Alegre junto a su compatriota Máximo González como pareja. A las dos semanas repite, ganando su segundo título, y otra vez junto a González ganan el Challenger de San Juan.

### 2014
En junio, en Italia ganó su tercer título como doblista en el Challenger de Milán 2014. Su pareja fue nuevamente el "Machi" González y derrotaron en la final a la pareja formada por el estadounidense James Cerretani y el alemán Frank Moser. Además llegó a 4 finales de challenger en Panamá, Brasil, Francia e Italia. Todas junto a Máximo González

### 2015
A comienzos de año llega a semis del challenger de Puerto Rico y pierde en la primera ronda del ATP 250 de Quito. En abril conquista dos títulos challengers en la modalidad dobles junto a Horacio Zeballos en Estados Unidos.

## Títulos ATP (4; 0+4)

### Dobles (4)
| Legenda                   |
| Grande Slam (0)           |
| ATP World Tour Finals (0) |
| ATP Masters 1000 (0)      |
| ATP World Tour 500 (0)    |
| ATP World Tour 250 (4)    |

| N.º | Fecha                | Torneo    | Superficie    | Pareja          | Oponentes en la final               | Resultado           |
| --- | -------------------- | --------- | ------------- | --------------- | ----------------------------------- | ------------------- |
| 1.  | 6 de febrero de 2016 | Quito     | Tierra batida | Pablo Carreño   | Thomaz Bellucci Marcelo Demoliner   | 7-5, 6-4            |
| 2.  | 9 de abril de 2016   | Marrakech | Tierra batida | Máximo González | Marin Draganja Aisam-ul-Haq Qureshi | 6-2, 3-6, [10-6]    |
| 3.  | 22 de julio de 2017  | Umag      | Tierra batida | Andrés Molteni  | Marin Draganja Tomislav Draganja    | 6-3, 6-7(4), [10-6] |
| 4.  | 5 de agosto de 2017  | Kitzbühel | Tierra batida | Pablo Cuevas    | Hans Podlipnik Andrei Vasilevski    | 6-4, 4-6, [12-10]   |

#### Finalista (1)
| N.º | Fecha                 | Torneo       | Superficie    | Pareja               | Oponentes en la final              | Resultado         |
| --- | --------------------- | ------------ | ------------- | -------------------- | ---------------------------------- | ----------------- |
| 1.  | 16 de febrero de 2020 | Buenos Aires | Tierra batida | Juan Ignacio Lóndero | Marcel Granollers Horacio Zeballos | 4-6, 7-5, [16-18] |

## Títulos Challenger (41; 0+41)

### Dobles (41)
| N.º | Fecha      | Torneo                        | Superficie    | Pareja                | Rival en la final                              | Resultado               |
| --- | ---------- | ----------------------------- | ------------- | --------------------- | ---------------------------------------------- | ----------------------- |
| 1.  | 28.09.2013 | Challenger de Porto Alegre    | Tierra batida | Máximo González       | Víctor Estrella João Souza                     | 3-6, 6-1, [10-5]        |
| 2.  | 12.10.2013 | Challenger de San Juan        | Tierra batida | Máximo González       | Martín Alund Facundo Bagnis                    | 6-3, 6-0                |
| 3.  | 21.06.2014 | Challenger de Milán           | Tierra batida | Máximo González       | James Cerretani Frank Moser                    | 6-3, 6-3                |
| 4.  | 05.07.2014 | Challenger de Todi            | Tierra batida | Máximo González       | Riccardo Ghedin Claudio Grassi                 | 6-1, 3-6, [10-7]        |
| 5.  | 22.09.2014 | Challenger de Porto Alegre    | Tierra batida | Guido Andreozzi       | Facundo Bagnis Diego Schwartzman               | 6-3, 6-3                |
| 6.  | 29.09.2014 | Challenger de Cali            | Tierra batida | Guido Andreozzi       | Alejandro González César Ramírez               | 6-3, 6-4                |
| 7.  | 31.01.2015 | Challenger de Bucaramanga     | Tierra batida | Andrés Molteni        | Nicolás Barrientos Eduardo Struvay             | 7-5, 6-7(8), [10-0]     |
| 8.  | 05.04.2015 | Challenger de San Luis Potosí | Tierra batida | Horacio Zeballos      | Guido Pella Sergio Galdós                      | 7-6(4), 6-4             |
| 9.  | 26.04.2015 | Challenger de Savannah        | Tierra batida | Horacio Zeballos      | Dennis Novikov Julio Peralta                   | 6-4, 6-3                |
| 10. | 07.06.2015 | Challenger de Fürth           | Tierra batida | Horacio Zeballos      | Inigo Cervantes Renzo Olivo                    | 6-1, 6-3                |
| 11. | 14.06.2015 | Challenger de Caltanissetta   | Tierra batida | Guido Andreozzi       | Alessandro Motti Hsin-Han Lee                  | 6-2, 6-3                |
| 12. | 12.09.2015 | Challenger de Génova          | Tierra batida | Horacio Zeballos      | Andrea Arnaboldi Alessandro Giannessi          | 7-5, 6-4                |
| 13. | 19.10.2015 | Challenger de Santiago        | Tierra batida | Máximo González       | Andrej Martin Hans Podlipnik-Castillo          | 7-6(2), 7-5             |
| 14. | 09.11.2015 | Challenger de Guayaquil       | Tierra batida | Andrés Molteni        | Gastao Elias Fabricio Neis                     | 6-3, 6-4                |
| 15. | 09.06.2017 | Challenger de Prostějov       | Tierra batida | Andrés Molteni        | Roman Jebavy Hans Podlipnik-Castillo           | 7-6(5), 6-7(5), [10-6]  |
| 16. | 01.10.2017 | Challenger de Orléans         | Dura(i)       | Andrés Molteni        | Jonathan Eysseric Tristan Lamasine             | 6-3, 6-7(4), [13-11]    |
| 17. | 06.10.2018 | Challenger de Campinas        | Tierra batida | Hugo Dellien          | Franco Agamenone Fernando Romboli              | 7-5, 6-4                |
| 18. | 27.10.2018 | Challenger de Lima            | Tierra batida | Guido Andreozzi       | Ariel Behar Gonzalo Escobar                    | 2-6, 7-6(5), [10-5]     |
| 19. | 03.11.2018 | Challenger de Guayaquil (2)   | Tierra batida | Roberto Quiroz        | Thiago Monteiro Fabricio Neis                  | 6-3, 6-2                |
| 20. | 11.11.2018 | Challenger de Montevideo      | Tierra batida | Guido Andreozzi       | Facundo Bagnis Andrés Molteni                  | 7-6(5), 6-4             |
| 21. | 18.11.2018 | Challenger de Buenos Aires    | Tierra batida | Guido Andreozzi       | Marcelo Demoliner Andrés Molteni               | 6-4, 4-6, [10-3]        |
| 22. | 26.01.2019 | Challenger de Punta del Este  | Tierra batida | Guido Andreozzi       | Sander Gillé Joran Vliegen                     | 6-2, 6-7(6), [10-8]     |
| 23. | 06.04.2019 | Challenger de Alicante        | Tierra batida | Thomaz Bellucci       | Gerard Granollers Pedro Martínez               | 2-6, 7-5, [10-5]        |
| 24. | 13.07.2019 | Challenger de Braunschweig    | Tierra batida | Simone Bolelli        | Nathaniel Lammons Antonio Šančić               | 6-3, 6-2                |
| 25. | 17.04.2021 | Challenger de Belgrado        | Tierra batida | Andrés Molteni        | Tomislav Brkić Nikola Čačić                    | 6-4, 6-4                |
| 26. | 03.07.2021 | Challenger de Porto           | Dura          | Guido Andreozzi       | Renzo Olivo Miguel Ángel Reyes-Varela          | 6-7(5), 7-6(5), [11-9]  |
| 27. | 30.04.2022 | Challenger de Tigre II        | Tierra batida | Felipe Meligeni Alves | Juan Bautista Torres Luciano Darderi           | 3-6, 6-4, [10-3]        |
| 28. | 14.05.2022 | Challenger de Coquimbo        | Tierra batida | Nicolás Mejía         | Diego Hidalgo Cristian Rodríguez               | 6-4, 1-6, [10-7]        |
| 29. | 19.06.2022 | Challenger de Corrientes      | Tierra batida | Guido Andreozzi       | Nicolás Álvarez Murkel Dellien                 | 7-5, 6-2                |
| 30. | 09.07.2022 | Challenger de Todi            | Tierra batida | Guido Andreozzi       | Romain Arneodo Jonathan Eysseric               | 6-1, 2-6, [10-6]        |
| 31. | 01.10.2022 | Challenger de Buenos Aires II | Tierra batida | Guido Andreozzi       | Román Andrés Burruchaga Facundo Díaz Acosta    | 6-0, 7-5                |
| 32. | 15.10.2022 | Challenger de Río de Janeiro  | Tierra batida | Guido Andreozzi       | Karol Drzewiecki Jakub Paul                    | 6-3, 6-2                |
| 33. | 05.11.2022 | Challenger de Guayaquil       | Tierra batida | Guido Andreozzi       | Facundo Díaz Acosta Luis David Martínez        | 6-0, 6-4                |
| 34. | 19.11.2022 | Challenger de San Leopoldo    | Tierra batida | Guido Andreozzi       | Felipe Meligeni Alves João Lucas Reis Da Silva | 5-1 ret.                |
| 35. | 26.11.2022 | Challenger de Temuco          | Dura          | Guido Andreozzi       | Luis David Martínez Jeevan Nedunchezhiyan      | 6-4, 6-2                |
| 36. | 28.01.2023 | Challenger de Concepción      | Dura          | Guido Andreozzi       | Luciano Darderi Oleg Prihodko                  | 7-6(1), 6-7(3), [10-7]  |
| 37. | 08.10.2023 | Challenger de Campinas        | Tierra batida | Guido Andreozzi       | Diego Hidalgo Cristian Rodríguez               | 7-6(4), 6-3             |
| 38. | 18.11.2023 | Challenger de Montevideo      | Tierra batida | Guido Andreozzi       | Boris Arias Federico Zeballos                  | 2-6, 7-6(2), [10-8]     |
| 39. | 04.02.2024 | Challenger de Piracicaba      | Tierra batida | Guido Andreozzi       | Daniel Dutra da Silva Pedro Sakamoto           | 6-2, 7-6(5)             |
| 40. | 20.07.2024 | Challenger de Amersfoort      | Tierra batida | Marcelo Demoliner     | Jay Clarke David Stevenson                     | 7-6(2), 6-4             |
| 41. | 27.07.2024 | Challenger de Verona          | Tierra batida | Marcelo Demoliner     | Yanaki Milev Petr Nesterov                     | 6-7(6), 7-6(3), [15-13] |